# Bahnstrecke Saint Stephen–Milltown Junction
| Gesellschaft: | NBSR                 |                                           |                                           |
| Streckenlänge: | 8 km                 |                                           |                                           |
| Spurweite: | 1435 mm (Normalspur) |                                           |                                           |
| |                      |                                           |                                           |
| Gleise: | 1                    |                                           |                                           |
| \| \| \| \| \| \| \| 0 \| Saint Stephen NB \| Saint Stephen NB \| \| \| \| nach St. John \| \| \| \| \| nach Watt \| \| \| \| 7 \| Milltown NB \| Milltown NB \| \| \| \| St. Croix River (Staatsgrenze USA/Kanada) \| \| \| \| \| von Princeton \| \| \| \| 8 \| Milltown Junction ME \| Milltown Junction ME \| \| \| \| nach Calais \| \| |                      |                                           |                                           |
| |                      |                                           |                                           |
| Betriebs-/Güterbahnhof Streckenanfang | 0                    | Saint Stephen NB                          | Saint Stephen NB                          |
| Abzweig geradeaus und ehemals nach rechts |                      | nach St. John                             | nach St. John                             |
| Abzweig geradeaus und nach rechts |                      | nach Watt                                 | nach Watt                                 |
| Dienststation / Betriebs- oder Güterbahnhof | 7                    | Milltown NB                               | Milltown NB                               |
| Grenze auf Brücke über Wasserlauf |                      | St. Croix River (Staatsgrenze USA/Kanada) | St. Croix River (Staatsgrenze USA/Kanada) |
| Abzweig geradeaus und von rechts |                      | von Princeton                             | von Princeton                             |
| Dienststation / Betriebs- oder Güterbahnhof | 8                    | Milltown Junction ME                      | Milltown Junction ME                      |
| Strecke |                      | nach Calais                               | nach Calais                               |

Die Bahnstrecke Saint Stephen–Milltown Junction ist eine Eisenbahnstrecke in Maine (Vereinigte Staaten) und in der kanadischen Provinz New Brunswick. Sie ist etwa acht Kilometer lang. Die normalspurige Strecke wird durch die New Brunswick Southern Railway im Güterverkehr betrieben.
Zunächst baute die St. Stephen and Milltown Railway den sieben Kilometer langen Abschnitt von Saint Stephen bis Milltown (New Brunswick), der etwa 1896 eröffnet wurde. Ab 1897 oblag die Betriebsführung der Canadian Pacific Railway. Nachdem die Maine Central Railroad 1911 die Betriebsführung auf der Bahnstrecke Calais–Princeton übernommen hatte, wollte sie eine Verbindung zum kanadischen Bahnnetz herstellen. Eine Verbindung nach Milltown bot sich an, da nur etwa ein Kilometer Strecke einschließlich einer Brücke über den St. Croix River gebaut werden musste. Personenverkehr gab es auf der Bahnstrecke nicht.
1995 übernahm die New Brunswick Southern Railway den Betrieb auf der Strecke, nachdem die Canadian Pacific den Betrieb eingestellt hatte.